# Englische Badmintonnationalmannschaft
Die englische Badmintonnationalmannschaft repräsentiert England in internationalen Badmintonwettbewerben. Sie ist Badminton England unterstellt. Die Mannschaft tritt als reines Männerteam (Thomas Cup), reines Frauenteam (Uber Cup) oder als gemischte Mannschaft auf.

## Teilnahme an Welt- und Kontinentalmeisterschaften
| Thomas Cup - Thomas Cup 1984 – 3. - Thomas Cup 2008 – Viertelfinalist | Uber Cup - Uber Cup 1963 – Finalist - Uber Cup 1984 – Finalist | Sudirman Cup - Sudirman Cup 2007 – Halbfinalist |

## Bekannte Spieler und Spielerinnen
| Herren - Carl Baxter - Steve Baddeley - Anthony Clark - Chris Hunt - Tony Jordan - Roger Powell - Mike Tredgett - Nick Yates - Ray Stevens | Damen - Elizabeth Cann - Julia Mann - Gillian Gilks - Susan Whetnall - Jenny Wallwork - Heather Ward - Helen Troke - Donna Kellogg - Sara Sankey |